# Iskołat
Iskołat (skrót od ros. Ispołnitielnyj komitiet Sowieta raboczich, sołdatskich i biezziemielnych dieputatow Łatwii, Исполнительный комитет Совета рабочих, солдатских и безземельных депутатов Латвии – Komitet Wykonawczy Rady Delegatów Robotniczych, Żołnierskich i Bezrolnych Łotwy; łot. Iskolats) – organ wykonawczy Ryskiej Rady Delegatów Robotniczych i Żołnierskich, utworzony z inicjatywy łotewskich bolszewików pod koniec lipca 1917 r. w celu koordynowania działalności rewolucyjnej na terytoriach Łotwy, których nie zajęły podczas I wojny światowej wojska niemieckie. Między listopadem 1917 a lutym 1918 r. de facto kontrolował północno-wschodnią Łotwę. 

## Historia
W 1917 r. bolszewicy stanowili większość wśród łotewskich działaczy partii socjaldemokratycznej. W dniach 29-30 lipca/11-12 sierpnia 1917 r. z ich inicjatywy przy Ryskiej Radzie Delegatów Robotniczych i Żołnierskich został utworzony komitet wykonawczy - Iskołat. Na jego czele stanął bolszewik Oto Kārkliņš; do partii bolszewickiej należało 24 z 27 członków Iskołatu (pozostali byli mienszewikami). 21 sierpnia, gdy wojska rosyjskie wycofały się z Rygi i zbliżały się do niej wojska niemieckie, komitet przeniósł się do Kiesi, a następnie do Valki. Iskołat od początku znajdował się w opozycji do rosyjskiego Rządu Tymczasowego, koordynował swoją działalność z centralnym kierownictwem partii bolszewickiej. 
Równolegle z Iskołatem działały inne instytucje powstałe po rewolucji: Komitet Wykonawczy Połączonej Rady Łotewskich Pułków Strzeleckich (Iskołatstrieł), rada guberni liflandzkiej oraz Iskosoł (komitet wykonawczy rady delegatów żołnierskich 12 Armii Frontu Północnego, którym od listopada również kierował bolszewik, Siemion Nachimson), których wpływy były wczesną jesienią 1917 r. znacznie większe. Jednak po przejęciu przez bolszewików władzy w Piotrogrodzie w listopadzie 1917 r. to Iskołat przejął władzę na terytoriach Łotwy niebędących pod okupacją wojsk niemieckich. Oficjalnie Iskołat ogłosił ustanowienie władzy radzieckiej na Łotwie 21 listopada 1917 r. w Valce. Bolszewicy w rzeczywistości kontrolowali całą Liwonię już w połowie miesiąca. Jedynie w Valce znajdował się jeszcze Komitet ocalenia ojczyzny, który wezwał do obrony Rządu Tymczasowego, jednak nie miał za sobą dostatecznych sił, by stanąć przeciwko zrewolucjonizowanym strzelcom łotewskim (choć i ci nie od razu poparli bolszewików). 

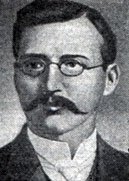
Fricis Roziņš

W grudniu 1917 r. przeprowadzono nowe wybory do rad, po których nowym przewodniczącym Iskołatu został Fricis Roziņš, według innego źródła wybrany powtórnie, gdyż już 21 listopada powierzono mu stanowisko przewodniczącego. 24 grudnia 1917 r. on właśnie ogłosił niepodległość radzieckiej Łotwy (Republika Iskołatu). Iskołat ogłosił program radykalnych przekształceń politycznych i społecznych, w tym reformę rolną i ustanowienie kontroli robotniczej nad produkcją przemysłową. Zaczął również tworzyć jednostki Czerwonej Gwardii. Gdy jednak Niemcy 17 lutego 1918 r. przeszli do nowej ofensywy, po zerwaniu przez bolszewicką delegację rozmów nad traktatem pokojowym niemiecko-rosyjskim, Iskołat został zmuszony do ucieczki do Rosji Radzieckiej. 20 lutego 1918 r. komitet został formalnie rozwiązany. Na mocy traktatu brzeskiego Rosja straciła kontrolę nad ziemiami łotewskimi. 